# Örvényeshegy
Örvényeshegy Zalacsány község településrésze, korábban Ligetfalva községhez tartozott.

## Fekvése
Zalacsány és Kehidakustány között fekszik. Közigazgatásilag Zalacsányhoz tartozik, annak külterülete.
A község központjától 2 km-re terül el, közúti elérését a 7352-es út felől egy, a településközpont északi szélén nyugat felé kiágazó önkormányzati út biztosítja.

## Jellege
Mezőgazdasági jellegű (készenléti, szolgálati) lakótelep, illetve lakóhely, és tanyák.

## Látnivalók
- Pálos Resort
- Pálos Kolostor Emlékhely
- Örvényeshegyi Dámszarvasfarm
- Zalacsány-Örvényeshegyi Kertmozi - Forest Cinema
- Farm Inn Fogadó
- Briljant Resort
- Dutch Hill Camping
- Appartement Engelberg

## Rendezvények
- Örvényeshegyi Piknik